# Heisteria olivae
Heisteria olivae är en tvåhjärtbladig växtart som beskrevs av Julian Alfred Steyermark. Heisteria olivae ingår i släktet Heisteria och familjen Erythropalaceae. Inga underarter finns listade i Catalogue of Life.